# Sinumelon dulcensis
Sinumelon dulcensis är en snäckart som beskrevs av Alan Solem 1993. Sinumelon dulcensis ingår i släktet Sinumelon och familjen Camaenidae. Inga underarter finns listade i Catalogue of Life.